# Music Canada
Music Canada (dříve Canadian Recording Industry Association, zkr. CRIA) je torontská nezisková obchodní organizace, která byla založena dne 9. dubna 1963, aby zastupovala zájmy společností, které nahrávají, vyrábějí a prodávají zvukové nahrávky v Kanadě. Původně byla vytvořena desetičlenná asociace Canadian Record Manufacturer's Association, která změnila svůj název v roce 1972 a otevřela členství dalším nahrávacím společnostem.
Music Canada řídí představenstvo, které je každoročně voleno členy Music Canada. Členové jsou rozděleni do tří tříd:
- Class A členové jsou kanadské soukromé osoby nebo firmy, jejichž hlavním předmětem podnikání je produkce, výroba a marketing zvukových nahrávek. Tito členové mají hlasovací práva a sestávají z velké čtyřky nahrávacích společností.[3]
- Class B členové jsou kanadskými soukromými osobami nebo firmami, jejichž hlavním předmětem práce je výroba zvukových nahrávek. Tito členové platí každoročně 600 dolarů členský poplatek, ale nemají hlasovací práva. V roce 2007 bylo 22 členů této třídy.[3]
- Manufacturing Division členové jsou kanadské soukromé osoby nebo firmy, jejichž hlavním předmětem práce je výroba zvukových nahrávek.

## Certifikace alb
Music Canada poskytuje "certifikace" z prodeje alb, podobně jako RIAA. Úrovně certifikace alb vydaných po 1. květnu 2008 jsou:
- Zlato: 40 000 kopií (dříve 50 000)
- Platina: 80 000 kopií (dříve 100 000)
- Diamant: 800 000 kopií (dříve 1 000 000 kopií)[4]

Poznámka: multi-platinová certifikace se vztahuje na alba, kterých se prodalo 160 000 kopií (tj. 160 000 je dvojitá platina), ale ne ještě 800 000 kopií (Diamantová certifikace).